# Dudley Pelham
Dudley Worsley Anderson-Pelham (20 avril 1812 - 13 avril 1851), est un commandant de la marine britannique et un homme politique Whig.

## Biographie
Il est un fils cadet de Charles Anderson-Pelham (1er comte de Yarborough), de son épouse Henrietta Anne Maria Charlotte, fille de John Simpson et de Henrietta Worsley. Charles Anderson-Pelham, 2e comte de Yarborough, est son frère aîné.
Il est un capitaine de la Royal Navy. Il est élu au Parlement comme l'un des deux représentants de Boston à une élection partielle en 1849, un siège qu'il occupe jusqu'à sa mort prématurée en avril 1851, à 38 ans.

## Famille
Il épouse Madalina, deuxième fille de l'amiral John Gordon Sinclair de Murkle, huitième baronnet, et sœur et héritière de Robert Charles Sinclair de Murkle, neuvième baronnet, en 1839.